# 압드라보 만수르 하디
압드 라부 만수르 알하디(Abd Rabbuh Mansur al-Hadi, 1945년 9월 1일 ~ )는 예멘의 정치인이다. 그는 1994년 10월 3일 이래 예멘의 부통령을 지냈다. 2011년 6월 4일, 2011년 예멘 봉기 이후 반정부 세력의 대통령궁에 대한 공격으로 알리 압둘라 살레가 부상을 입은 뒤, 대통령 권한 대행을 맡고 있었다. 그럼에도 불구하고, 예멘의 공식 대통령은 여전히 알리 압둘라 살레였다.
2012년 2월 선거에서 단독 후보로 예멘의 대통령에 당선되었다. 소속 정당은 국민전체회의이다.
2011년 6월 4일부터 9월 23일 사이 전 대통령 살레는 "검찰에서 면책에 대한 대가로" 대통령 업무가 중지되었다. 하디는 살레를 대신해 대통령 역할을 계속하면서 "국민 화합 정부를 구성하고 또한로부터 90일 이내에 조기 대통령 선거를 요구 할 것이다" 라고 말했다.
2015년 1월 22일 후티는 대통령 궁을 장악하고 가택 연금 하였고, 그에 따라 하디 대통령은 사임했다. 그러나 한 달 후, 그는 고향인 아덴으로 탈출했고, 그의 사임을 번복하여, 후티 반란을 쿠데타로 규정하고 비난했다. 그러나 후티군이 아덴으로 진격하자 2015년 3월 25일 하디는 비밀리에 보트로 예멘을 탈출했다. 사우디아라비아의 지원군이 후티군 점령도시를 탈환하기 시작하고, 지원 폭격 작전을 시작하면서 2015년 9월 다시 아덴으로 돌아왔다.